# Augusta Caravan in RKB
『Augusta Caravan in RKB』（オーガスタキャラバン イン アールケービー）は、2018年4月7日からRKB毎日放送（RKBラジオ）で放送される音楽番組。

## 番組概要
音楽ユニット・福耳の結成20周年を記念して、『福耳20th Anniversary Augusta Caravan in RKB』（ふくみみトゥエンティースアニバーサリー オーガスタキャラバン イン アールケービー）としてスタートした番組。
オフィスオーガスタ所属の若手シンガーソングライター・松室政哉をメインに、月替わりで出演する同事務所のミュージシャンとトークやセッションを展開する。同年10月からは浜端ヨウヘイがホスト役に就任。

## 放送時間
- 水曜日 23:30 - 24:00（JST。2019年4月3日 - ）

### 過去の放送時間
- 土曜日 22:00 - 22:30（JST。2018年4月7日 - 2019年3月30日）
  - 『RKBエキサイトホークス』がナイトゲーム中継となる週は、14:30 - 15:00に変更して放送。

## パーソナリティ
- 浜端ヨウヘイ（ホスト役）
- オフィスオーガスタ所属のミュージシャン1名（月替わり）

前述の通り放送開始から2018年10月までは松室政哉がホスト役を務めた。